# Cevins
Cevins est une commune française située dans le département de la Savoie, en région Auvergne-Rhône-Alpes.

## Géographie

### Zonages Agricoles
| Type de zone                                                        | Interlocuteur                                    | Nom de la zone | Superficie  |
| ------------------------------------------------------------------- | ------------------------------------------------ | --- | ----------- |
| vin des Allobroges                                                  | DDT / INAO                                       | Vin de pays d Allobrogie | 3 253,07 ha |
| AOC toutes confondues (fromages, eaux de vie, noix et vins          | DDT / INAO                                       | AOC Beaufort avec commune concernée en totalité | 3 253,07 ha |
| Indemnité de Handicap Naturel                                       | DDT - service politique agricole et dévlpt rural | Montagne2 | 3 253,07 ha |
| Unité Pastorale Zone d'alpage, d'après l'enquête pastorale de 1996. | DDT - service environnement eau forêts           | - Benetan-Chapes-Ravoire-Dard (480,54 ha) - Charvet (7,75 ha) - Cornaches (26,44 ha) - Retord - Plan du Jeu (190,03 ha) - Secheron (50,38 ha) - Ville - Bourgeois - Villard (43,66 ha) | 798,8 ha    |
| Petite région agricole                                              | DDT - service politique agricole et dévlpt rural | Tarentaise | 3 253,07 ha |
| Source : Observatoire des Territoires de la Savoie                  |                                                  | |             |

### Climat
Pour des articles plus généraux, voir Climat d'Auvergne-Rhône-Alpes et Climat de la Savoie.
En 2010, le climat de la commune est de type climat de montagne, selon une étude du Centre national de la recherche scientifique s'appuyant sur une série de données couvrant la période 1971-2000. En 2020, Météo-France publie une typologie des climats de la France métropolitaine dans laquelle la commune est exposée à un climat de montagne ou de marges de montagne et est dans la région climatique Alpes du nord, caractérisée par une pluviométrie annuelle de 1 200 à 1 500 mm, irrégulièrement répartie en été.
Pour la période 1971-2000, la température annuelle moyenne est de 10,2 °C, avec une amplitude thermique annuelle de 19,5 °C. Le cumul annuel moyen de précipitations est de 1 421 mm, avec 9,7 jours de précipitations en janvier et 9,1 jours en juillet. Pour la période 1991-2020, la température moyenne annuelle observée sur la station météorologique de Météo-France la plus proche, « Gilly sur Isère », sur la commune de Gilly-sur-Isère à 11 km à vol d'oiseau, est de 11,4 °C et le cumul annuel moyen de précipitations est de 1 353,7 mm,. Pour l'avenir, les paramètres climatiques de la commune estimés pour 2050 selon différents scénarios d'émission de gaz à effet de serre sont consultables sur un site dédié publié par Météo-France en novembre 2022.

## Urbanisme

### Typologie
Au 1er janvier 2024, Cevins est catégorisée commune rurale à habitat dispersé, selon la nouvelle grille communale de densité à sept niveaux définie par l'Insee en 2022.
Elle est située hors unité urbaine. Par ailleurs la commune fait partie de l'aire d'attraction d'Albertville, dont elle est une commune de la couronne,. Cette aire, qui regroupe 30 communes, est catégorisée dans les aires de 50 000 à moins de 200 000 habitants,.

### Occupation des sols
L'occupation des sols de la commune, telle qu'elle ressort de la base de données européenne d’occupation biophysique des sols Corine Land Cover (CLC), est marquée par l'importance des forêts et milieux semi-naturels (94,9 % en 2018), en diminution par rapport à 1990 (96,4 %). La répartition détaillée en 2018 est la suivante : 
forêts (50 %), espaces ouverts, sans ou avec peu de végétation (27,5 %), milieux à végétation arbustive et/ou herbacée (17,4 %), zones agricoles hétérogènes (3,2 %), zones urbanisées (1,9 %).
L'IGN met par ailleurs à disposition un outil en ligne permettant de comparer l’évolution dans le temps de l’occupation des sols de la commune (ou de territoires à des échelles différentes). Plusieurs époques sont accessibles sous forme de cartes ou photos aériennes : la carte de Cassini (XVIIIe siècle), la carte d'état-major (1820-1866) et la période actuelle (1950 à aujourd'hui).

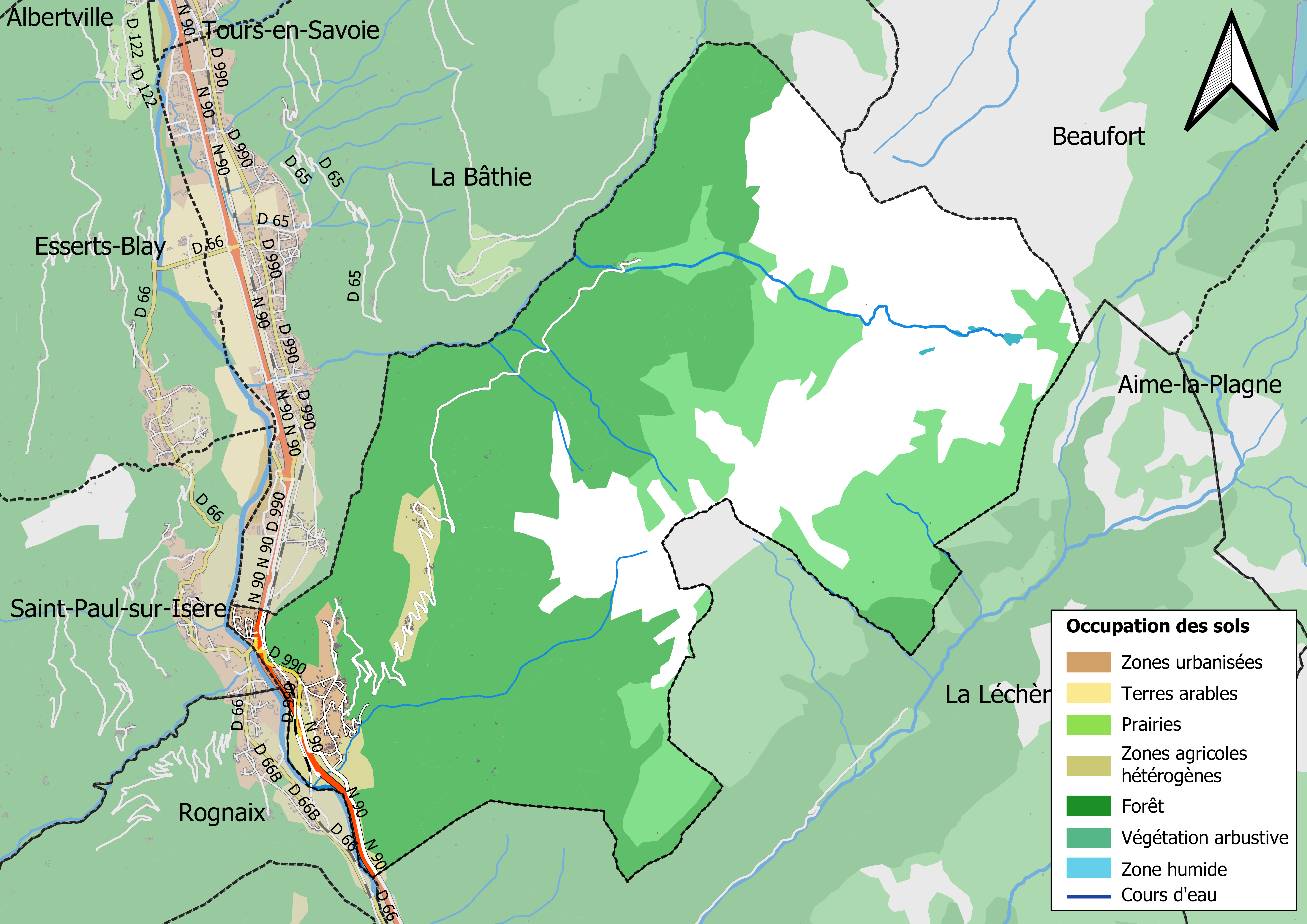
Carte des infrastructures et de l'occupation des sols en 2018 (CLC) de la commune.
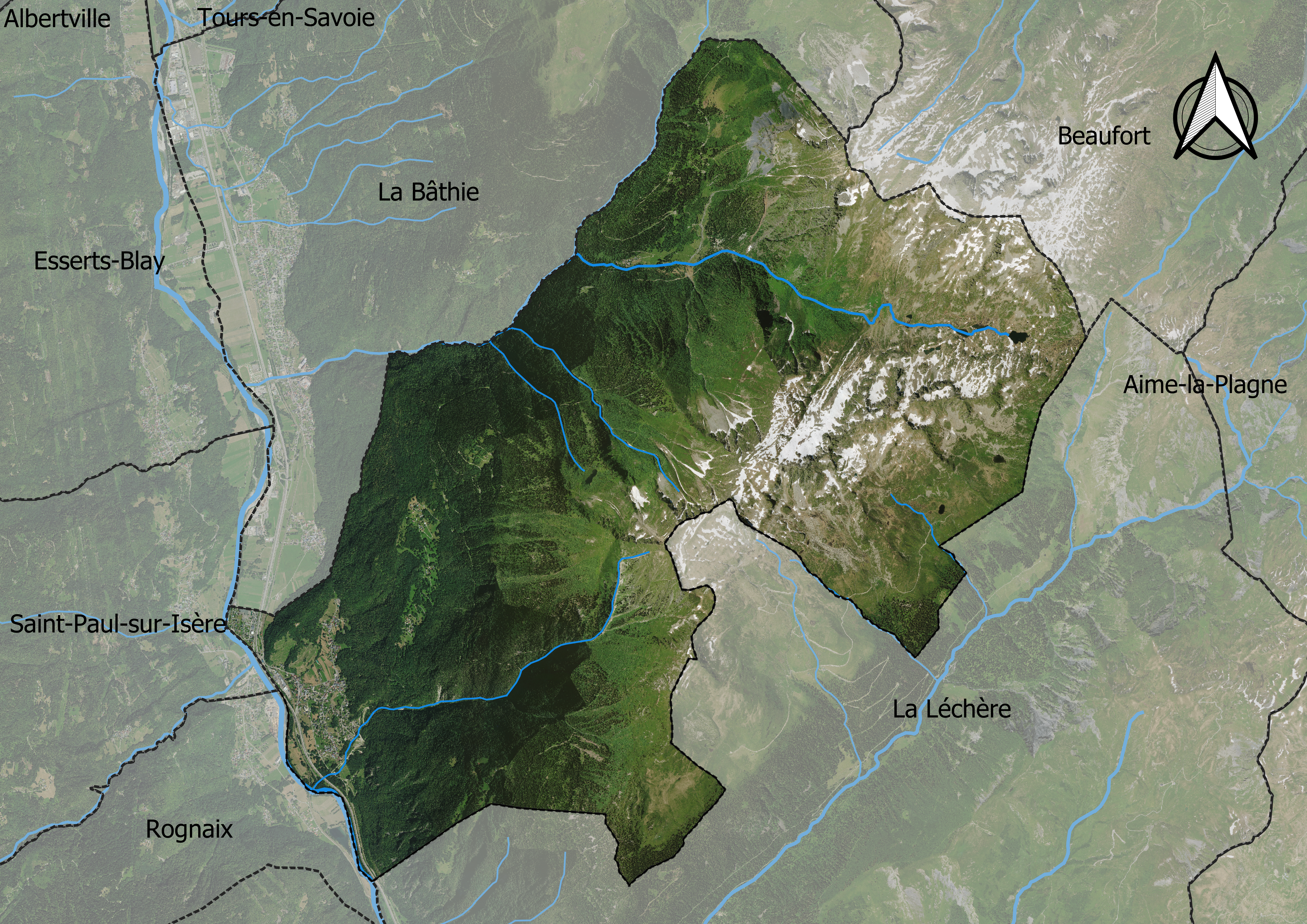
Carte orthophotogrammétrique de la commune.

## Toponymie
En francoprovençal, le nom de la commune s'écrit La Rôtse, selon la graphie de Conflans.

## Politique et administration

### Intercommunalité
La commune de Cevins appartient :
- à l'arrondissement d'Albertville ;
- au Albertville-1 ;
- au Schéma de Cohérence Territoriale (SCOT) de Arlysère ;
- au territoire d'Albertville Ugine ;
- à l'Établissement Public de Coopération Intercommunale (EPCI) : CC de la Région d Albertville ;
- aux intercommunalités :
  - Cte de Com. de la Region d'Albertville (Communauté de communes (CC),
  - S. Departemental Energie Savoie (Syndicat intercommunal à vocation unique (SIVU),
  - SI des Vernays (Syndicat intercommunal à vocation unique (SIVU),
  - SI Gestion Materiel Forestier ONF La Bathie (Syndicat intercommunal à vocation unique (SIVU),
  - SI ramassage scolaire du secteur d'Albertville (Syndicat mixte fermé (L.5711.1),
  - SIMX l'Arlysere (Syndicat mixte ouvert (L.5721.1).

### Liste des maires
| Période                                  | Période                  | Identité         | Étiquette     | Qualité                                                    |
| ---------------------------------------- | ------------------------ | ---------------- | ------------- | ---------------------------------------------------------- |
| Les données manquantes sont à compléter. |                          |                  |               |                                                            |
| mars 1959                                | juin 1995                | Marcel Rochaix   | PCF           | Conseiller général du canton d'Albertville-Sud (1973-1985) |
| juin 1995                                | mars 2008                | Denis Perroux    | Apparenté DVG | Vice-président de la Co.RAl                                |
| mars 2008                                | décembre 2011            | Annie Pivier     | PCF puis FG   |                                                            |
| janvier 2012                             | mars 2014                | Karim Amellal    |               | Enseignant                                                 |
| mars 2014                                | En cours (au avril 2014) | Philippe Branche |               |                                                            |

## Population et société

### Démographie
L'évolution du nombre d'habitants est connue à travers les recensements de la population effectués dans la commune depuis 1793. Pour les communes de moins de 10 000 habitants, une enquête de recensement portant sur toute la population est réalisée tous les cinq ans, les populations de référence des années intermédiaires étant quant à elles estimées par interpolation ou extrapolation. Pour la commune, le premier recensement exhaustif entrant dans le cadre du nouveau dispositif a été réalisé en 2005.

En 2022, la commune comptait 707 habitants, en évolution de −3,81 % par rapport à 2016 (Savoie : +3,63 %, France hors Mayotte : +2,11 %).
| 1793 | 1800 | 1806 | 1822 | 1838 | 1848 | 1858 | 1861 | 1866 |
| ---- | ---- | ---- | ---- | ---- | ---- | ---- | ---- | ---- |
| 607  | 684  | 668  | 741  | 840  | 817  | 600  | 564  | 558  |

| 1872 | 1876 | 1881 | 1886 | 1891 | 1896 | 1901 | 1906 | 1911 |
| ---- | ---- | ---- | ---- | ---- | ---- | ---- | ---- | ---- |
| 610  | 595  | 574  | 579  | 799  | 582  | 590  | 576  | 581  |

| 1921 | 1926 | 1931 | 1936 | 1946 | 1954 | 1962 | 1968 | 1975 |
| ---- | ---- | ---- | ---- | ---- | ---- | ---- | ---- | ---- |
| 558  | 547  | 530  | 535  | 539  | 577  | 551  | 569  | 591  |

| 1982 | 1990 | 1999 | 2005 | 2006 | 2010 | 2015 | 2020 | 2022 |
| ---- | ---- | ---- | ---- | ---- | ---- | ---- | ---- | ---- |
| 565  | 651  | 687  | 657  | 657  | 679  | 726  | 705  | 707  |

- Taux annuel de variation de la population communale de 1999 à 2008 : -0,24 % par comparaison avec la CC de la Région d'Albertville : 0,83 %
- Taux annuel de variation de la population communale de 1990 à 1999 : 0,55 % par comparaison avec la CC de la Région d'Albertville : 0,11 %
- Densité de population (en 2008) : 20 habitants/km2. Cevins n'appartient ni à une unité urbaine, ni à une aire urbaine.

### Manifestations culturelles et festivités
- Découverte gourmande : Cevins, saveurs et vins : Parcours du coteau de Cevins pour la découverte de son vignoble, dégustation de ses vins et repas autour des produits locaux.

### Médias
La télévision locale TV8 Mont-Blanc diffuse des émissions sur les pays de Savoie.

## Culture et patrimoine

### Monuments et lieux touristiques

#### Monuments Laïques
- la Maison forte de Cevins, sur la colline du Calvaire, ruines d'une maison forte. Elle est citée en 1447 et en 1542, puis disparait des mémoires ; le comté de Cevins subsistant.
- le château de Chagnay, ruiné en 1794.

#### Monuments religieux

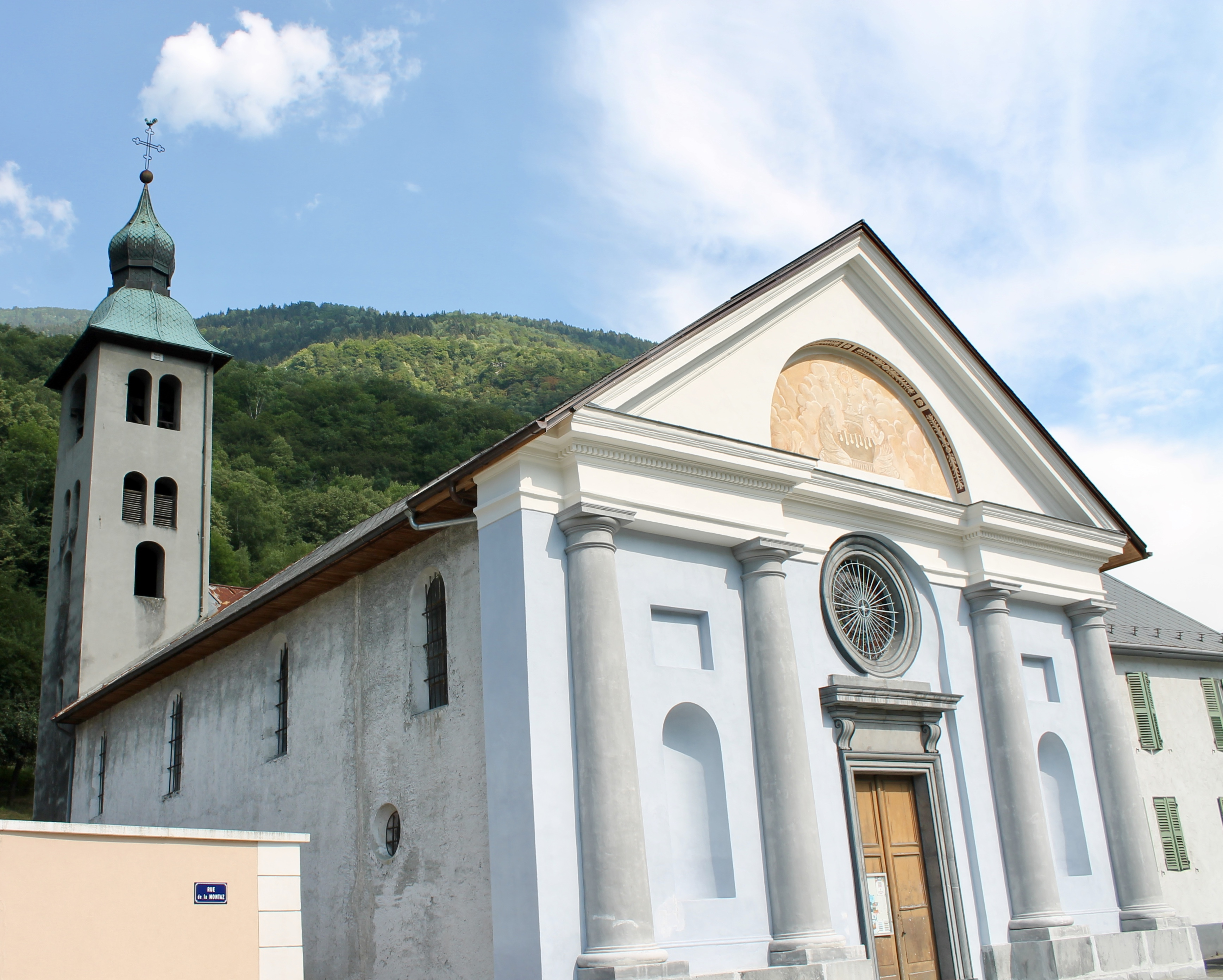
Église Saint-Nicolas.

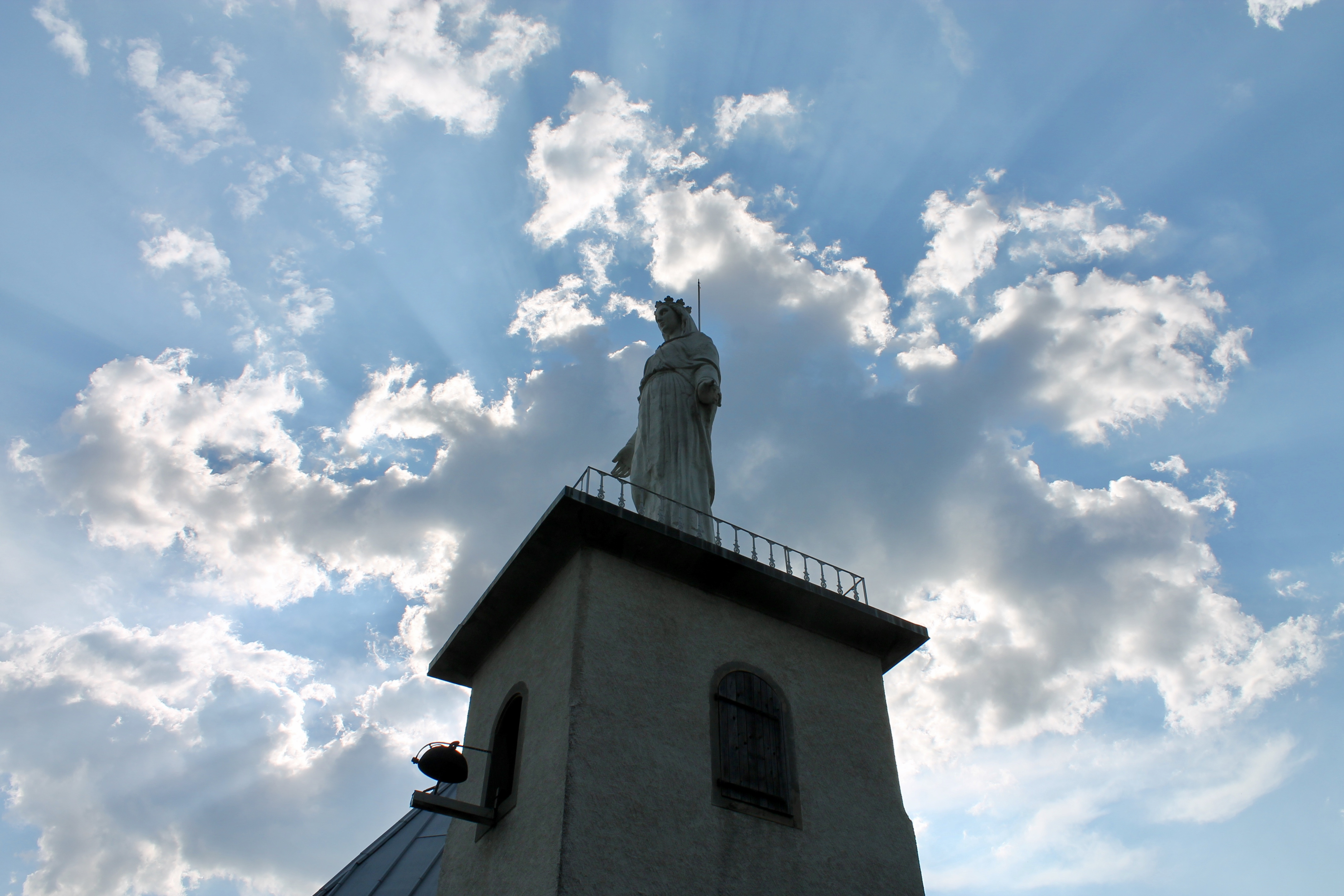
Chapelle Notre-Dame-des-Neiges.

- l'église Saint-Nicolas, inscrite sur la liste des monuments historiques depuis 1976[17], de style néoclassique sarde.
- la chapelle Notre-Dame-des-Neiges et la colline du calvaire (août 1837).

### Personnalités liées à la commune
- Marcel Perrier (° 1933), curé de Cevins avant de devenir évêque de Pamiers (1988-2008).

### Gastronomie

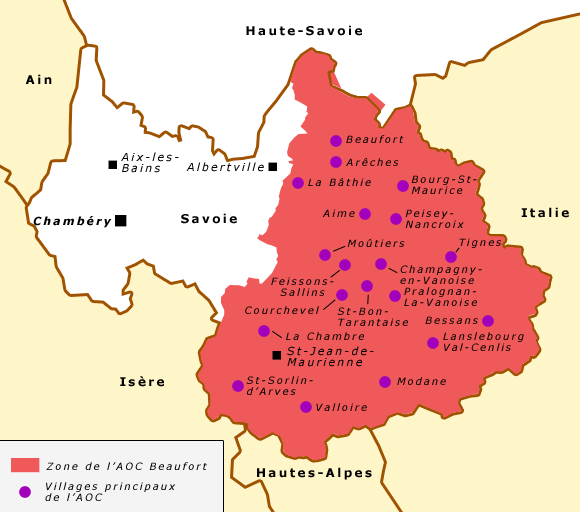
Carte AOC beaufort.

Le territoire de la commune connait une gastronomie de terroir traditionnelle. On y produit de nombreux fromages parmi lesquels on peut citer le beaufort. En effet, la commune se situe au sein d'une aire d'appellation (AOP) qui l'autorise à produire ce fromage. On y produit également du vin. Le vignoble de Savoie est presque exclusivement implanté sur des sols caillouteux, cependant quelques parcelles sont plantées sur des sols schisteux, comme à Cevins ; ce genre de sols a la particularité d'emmagasiner plus facilement la chaleur du jour et de la rendre à la plante durant la nuit et donne aussi des vins avec une richesse en minéralité.